# I'd Never Find Another You
"I'd Never Find Another You" is een lied geschreven door Gerry Goffin en Carole King en voor het eerst uitgebracht door de Amerikaanse zanger Tony Orlando op zijn album Bless You and 11 Other Great Hits in september 1961.

## Billy Fury-versie
In december 1961 bracht de Engelse zanger Billy Fury een cover van het nummer uit als single. Deze bereikte in januari 1962 de vijfde plaats in de Record Retailer Top 50 en ontving een zilveren plaat voor 250.000 verkochte exemplaren.